# Santa Lucia del Gonfalone (titre cardinalice)
La diaconie cardinalice de Santa Lucia del Gonfalone (Sainte Lucie du Gonfalone) est érigée par le pape Jean-Paul II le 21 octobre 2003 et rattachée à l'église Santa Lucia del Gonfalone qui se trouve dans le rione Regola dans le centre de Rome. 

## Titulaires
| - Francesco Marchisano (2003-2014); titre pro illa vice (2014) - Aquilino Bocos Merino (2018-) |